# Галибова, Рена Абрамовна
Рена Абрамовна Галибова (тадж. Раъно Абрамовна Ғолибова; 24 мая 1915, Коканд, Ферганская Область, Российская империя — 13 октября 1995, Бостон, США) — советская таджикская певица (меццо-сопрано). Награждена двумя орденами «Знак Почёта» (1954 и 1957, Орденом Трудового Красного Знамени, Орденом Ленина (1941), Народная артистка Таджикской ССР (1941).

## Биография
Родилась в 1915 году в городе Коканде в семье Аврама Галибова и Адино Ягудаевой. Провела своё детство в городе Ташкенте, где её отец был режиссёром театра. В возрасте 13 лет начала музыкальную деятельность, в возрасте 18 лет была приглашена петь в Ташкентском Радиокомитете. Впервые выступила на оперной сцене в Ташкенте в 1935 году.
В 1934 году Рена Галибова вышла замуж за бухарско-еврейского писателя Гавриэля Рубиновича Самандарова, и в 1938 году они переехали в город Сталинабад (ныне Душанбе), Таджикской ССР. Там она стала артисткой таджикского музыкального театра и с 1940 до 1966 была солисткой Таджикского театра оперы и балета им. Садриддина Айни. У Рены и Гавриэля родилось четверо детей: Авик, Эдуард, Лариса и Славик.
В 1939 году в возрасте 24 лет она получила звание Заслуженной артистки Таджикской ССР. В 1941 году в Москве на Декаде таджикского искусства она пела для Сталина и руководства страны. Один из членов Политбюро[кто?] хотел наградить её орденом Трудового Красного Знамени, но Сталин сказал: «Нет, она заслуживает большего, надо наградить её орденом Ленина». В том же году получила звание Народной артистки Таджикской ССР. Член КПСС с 1942 года.
Во время Великой Отечественной войны она выезжала на фронт с концертами. После войны продолжала петь и выступать на сцене. В 1957 году её пригласили на сцену Большого театра в Москве.
Эмигрировала в город Бостон в США после распада СССР в 1991 г. вместе со сыновями Славиком и Эдуардом и их семьями. 
Скончалась в Бостоне, США в 1995 г.
Похоронена на бухарско-еврейском участке еврейского кладбища Маунт-Кармел в районе Квинс, города Нью-Йорка, США.